# Live in Central Park, NYC
Live in Central Park, NYC 07-01-74  – album koncertowy King Crimson, wydany w kwietniu 2000 roku nakładem Discipline Global Mobile jako CD. Ukazał się on jako nr 10. w serii wydawniczej „The King Crimson Collectors' Club”. 

## Historia albumu
W marcu 1974 roku King Crimson wyruszył w trasę koncertową, najpierw po Europie, a później po Stanach Zjednoczonych i Kanadzie. Trasa zakończyła się występem zespołu w nowojorskim Central Parku. Jego ówczesny skład tworzyli: Robert Fripp, David Cross, Wetton i Bill Bruford. David Cross odszedł po zakończeniu trasy. Podczas koncertu zespół wykonał, nie licząc „21st Century Schizoid Man”, głównie materiał z albumów: Larks’ Tongues in Aspic, Starless and Bible Black i Red. 

## Lista utworów
Lista i informacje według Discogs:
| 1.  | Walk On... No Pussyfooting      | 2:11    |
|     |                                 |         |
| 2.  | 21st Century Schizoid Man       | 7:58    |
|     |                                 |         |
| 3.  | Lament                          | 4:49    |
|     |                                 |         |
| 4.  | Exiles                          | 7:53    |
|     |                                 |         |
| 5.  | Improv: Cerberus                | 8:27    |
|     |                                 |         |
| 6.  | Easy Money                      | 6:26    |
|     |                                 |         |
| 7.  | Fracture                        | 11:20   |
|     |                                 |         |
| 8.  | Starless                        | 12:31   |
|     |                                 |         |
| 9.  | The Talking Drum                | 5:30    |
|     |                                 |         |
| 10. | Larks' Tongues In Aspic: Part 2 | 6:55    |
|     |                                 |         |
|     |                                 | 1:14:00 |
|     |                                 |         |
Do albumu dołączono 12-stronicową książeczkę.
Nagrano na żywo podczas Schaefer Music Festival 1974, Wollman Rink, Central Park, Nowy Jork, USA, 1 lipca 1974 roku.

## Muzycy
- Robert Fripp – gitara, melotron, pianino elektryczne
- David Cross – skrzypce, melotron, pianino elektryczne
- John Wetton – gitara basowa i śpiew
- Bill Bruford – perkusja, instrumenty perkusyjne

## Produkcja
- projekt (okładki) – Hugh O'Donnell
- edycja cyfrowa – Alex R. Mundy
- produkcja – David Singleton, Robert Fripp

## Odbiór

### Opinie krytyków
| Recenzje      | Recenzje |
| Publikacja    | Ocena    |
| ------------- | -------- |
| AllMusic      | [ 3 ]    |
| Prog Archives | [ 4 ]    |
| Teraz Rock    | [ 5 ]    |

Eetu Pellonpaa z magazynu Prog Archives uważa, że ten skład zespołu najlepiej wybrzmiał w „21st Century Schizoid Man”. Równie wysoko ocenił kolejne utwory: „Lament” – „dobra wersja utworu”, „Exiles” – „najlepsze momenty tego albumu” i „Starless” – „naprawdę wybitny występ”. Ostatecznym hitem nazwał klasyczne połączenie „The Talking Drum' z „Larks' Tongues In Aspic: Part 2”,. Jedyne zastrzeżenia recenzent miał do jakości dźwięku, którą określił jako „przeciętną”.
Według Lindsaya Planera z AllMusic „podczas gdy nagranie jest bardzo dobre – nie świetne – porywające, muzyczne wybryki zespołu z nawiązką rekompensują wszelkie braki w wierności dźwięku”, a „zespół ten można porównać do jednego, polirytmicznego organizmu”. Autor zwraca uwagę na twórczy wkład Billa Bruforda i Johna Wettona w interpretację utworów „Exiles” i „Fracture” oraz całego zespołu w „Starless”, w którym osiągnął on „kulminację”, zaś zamykający go instrumentalny jam należy – jego zdaniem – „do najlepszych dzieł zespołowych, jakie powstały pod szyldem King Crimson”.
Odmiennego zdania jest Jordan Babula z miesięcznika Teraz Rock: według niego materiał muzyczny brzmi jak „kiepski bootleg, a zespół niekoniecznie był w najlepszej formie”  (jako przykłady wymienił „wymęczony” „21st Century Schizoid Man” i „Exiles”). Tym niemniej wyróżnił improwizację „Cerberus” oraz finałowy „Larks' Tongues In Aspic: Part 2”.